# Завоювання Триполі (1551)
Завоювання Триполі — завоювання в серпні 1551 року османським флотом на чолі з Сінан-пашею і Тургут-реїсом фортеці Триполі на території сучасної Лівії. Форт у Триполі заснували іспанці 1510 року, а в 1530 р. Карл V передав його лицарям-госпітальєрам після захоплення османами Родоса в 1522 році. Облога завершилася шестиденним обстрілом та капітуляцією міста 15 серпня 1551 року.
Завоювання Триполі відбулось відразу після успішного нападу того самого османського флоту на острів Гоцо біля Мальти (за місяць до завоювання Триполі), яке завершилось захопленням Гоцо, в результаті якого було взято в полон 5000 християнських бранців (практично все населення острова), яких було доставлено на галерах до Триполі.

## Облога
Місто перебувало під командуванням фра Гаспарда де Вальє, в ньому було тридцять лицарів та 630 італійських та сицилійських найманців. Османи з 1531 року мали базу в місті Таджура, за 20 кілометрів на схід, де у свій час базувався Хайр ад-Дін Барбаросса. Османи оточили форт і встановили три батареї по 12 гармат на кожній.
Посол Франції в Османській імперії Габріель д'Арамон приєднався до османського флоту в Триполі з двома галерами та галіотом. Публічно оголошена місія посла полягала в тому, щоб відмовити османів від захоплення міста на прохання великого магістра Мальти Хуана де Омедеса-і-Коскона, оскільки Мальтійський орден (лицарі-госпітальєри) не був визначений ворогом у франко-османському союзі проти Габсбургів. Згідно з пізнішими повідомленнями, коли Сінан-паша і Тургут-реїс відмовились зняти облогу на тій підставі, що вони мали наказ викорінити Мальтійських лицарів з Африканського континенту, д'Арамон погрожував відплисти до Константинополя, щоб поскаржитись султану Сулейману I, але тоді йому було заборонено залишати місто до кінця облоги.

Незабаром серед солдатів форту почався заколот, що призвело до початку переговорів про капітуляцію. Місто було захоплено 15 серпня 1551 року Сінан-пашею після шести днів бомбардування. Лицарі, багато з яких були французами, за наполяганням французького посла були звільнені і відправлені на борту галер д'Арамона на Мальту, тоді як найманці були поневолені (деякі автори кажуть, що 200 чоловіків було звільнено). Мурад Ага, що був османським керівником Тажура з 1536 року, був призначений пашою міста.

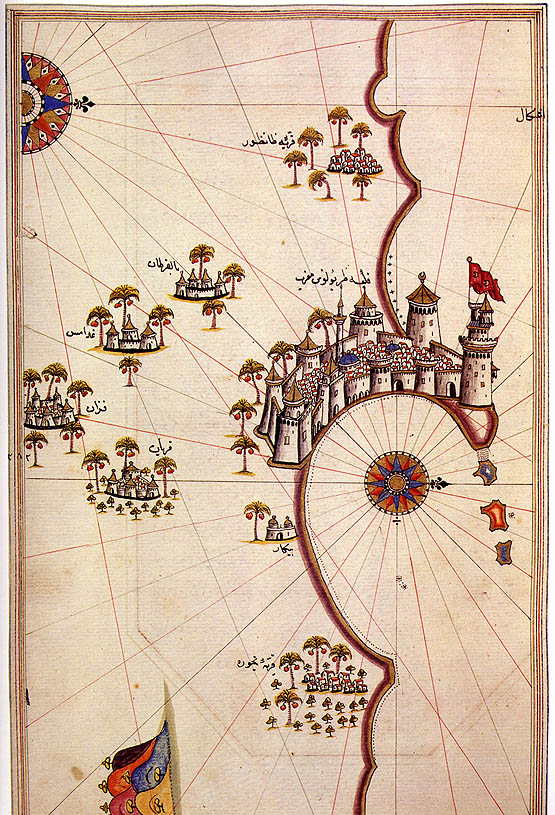
Історична карта Триполі Пірі-реїса

Ніколас де Вільєганьйон, майбутній дослідник Бразилії, був присутній при облозі Триполі в 1551 р. і написав про це в 1553 р.

## Наслідки

Ніколас де Вільєганьйон брав участь у обороні Триполі як Мальтійський лицар

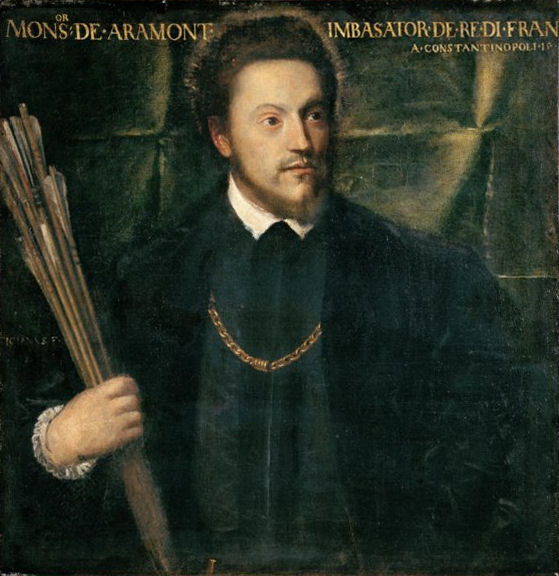
На облозі був присутній посол Франції в османській Порті Габріель де Люц д'Арамонт.

З Мальти д'Арамон написав листа про своє втручання до Генріха II. Роль д'Арамона широко критикували імператор Карл V і папа Юлій III через підозру в тому, що він заохотив османів взяти місто. Пізніше виявилося, що д'Арамон брав участь у переможному бенкеті османів, що викликало подальші підозри щодо його ролі в захопленні Триполі і призвело до заяв Карла V про те, що Франція брала участь в облозі. У будь-якому випадку, д'Арамон мав особливі відносини з османами, і ясно усвідомлював, що падіння Триполі стало серйозним ударом для Карла V.
Після повернення на Мальту Гаспард де Вальє зазнав жорсткої критики з боку Великого магістра (гросмейстера) Хуана де Омедеса-і-Коскона, який бажав усю провину за поразку покласти на нього. Його віддали під трибунал і позбавили плаща та хреста ордену. Однак його рішуче захищав Ніколас де Вільєньянь, який викрив несправедливість Де Омедеса.
Облога стала першим кроком великої італійської війни 1551—1559 років на європейському театрі, і в Середземномор'ї французьким галерам з Марселя було наказано приєднатися до османського флоту
У 1553 році Тургут-реїс був призначений Сулейманом командувачем Триполі, що зробило місто важливим центром піратських набігів у Середземному морі та столицею османської провінції Триполітанія. У сумновідомому нападі на Реджо в 1558 р., Тургут-реїс здійснив цей рейд з Триполі й вивіз усіх мешканців Реджо до Триполі як рабів.
У 1560 р. для повернення Триполі було відправлено потужний об'єднаний іспансько-італійський флот, але він зазнав поразки в Битві при Джербі.